# 西团镇
西团镇，是中华人民共和国江苏省盐城市大丰区下辖的一个乡镇级行政单位。

## 行政区划
西团镇下辖以下地区：
建设社区、城乡社区、新中村、描花村、北团村、西团村、西灵村、赵场村、九一村、黄浦村、马港村、众心村和龙窑村。